# Olympische Sommerspiele 1956/Fußball/Qualifikation
Für das olympische Fußballturnier 1956 war erstmals ein Qualifikationsturnier notwendig. Neben Gastgeber Australien waren die Türkei, Polen und die gesamtdeutsche Mannschaft durch ein Freilos als vier von sechzehn geplanten Teilnehmern qualifiziert.

## Abgesagte Spiele
Folgende angesetzte Spiele fanden aufgrund von Absagen erst gar nicht statt, die Teams, die nicht abgesagt hatten und somit qualifiziert waren, sind fett gedruckt.
| Jugoslawien         | – | Rumänien        |
| Ungarn              | – | DDR (1)         |
| Iran                | – | Afghanistan (2) |
| Indien              | – | Thailand (3)    |
| Volksrepublik China | – | Philippinen     |
| Indonesien          | – | Taiwan          |
| Vereinigte Staaten  | – | Mexiko          |

## Qualifikationsturnier
|             | Gesamt    |                        | Hinspiel | Rückspiel |
| ----------- | --------- | ---------------------- | -------- | --------- |
| Bulgarien   | 5:3       | Vereinigtes Königreich | 2:0      | 3:3       |
| Sowjetunion | 7:1       | Israel                 | 5:0      | 2:1       |
| Äthiopien   | 3:9       | Ägypten                | 1:4      | 2:5       |
| Südvietnam  | 9:5       | Kambodscha             | 5:2      | 4:3       |
| Japan       | (L)2:2(L) | Südkorea               | 2:0      | 0:2       |

## Absagen qualifizierter Nationen
Zuerst sagte Polen das Turnier ab und wurde durch Großbritannien ersetzt. Als dann Ungarn nicht zuletzt durch die Niederschlagung des Volksaufstandes bedingt absagte, lud man die durch Losentscheid ausgeschiedenen Südkoreaner zum Turnier ein. Diese sagten jedoch ab. Nachdem auch noch Ägypten, Vietnam, China und die Türkei wegen der Entfernung zu Australien bzw. aus finanziellen Gründen absagten, konnte das Olympiaturnier nur mit elf Mannschaften stattfinden.